# تشارلز ن. أرنولد
تشارلز ن. أرنولد هو سياسي أمريكي، ولد في 18 مايو 1880، وتوفي في 28 أكتوبر 1929 بسبب اعتلال عضلة القلب. نشط حزبياً في الحزب الجمهوري.